# گو سه وون
گو سه وون (کره‌ای: 고세원؛ زادهٔ ۱۳ دسامبر ۱۹۷۷) بازیگر اهل کره جنوبی است. گو حرفه بازیگری را با تئاتر موزیکال آغاز کرد و سپس در سال ۲۰۰۷ وارد تلویزیون شد.